# Pieter Soutman
Pieter Claesz Soutman (Haarlem, 1593-1613 – Haarlem, 16 agosto 1657) è stato un pittore e incisore olandese che operò durante il cosiddetto periodo d'oro della pittura.

## Biografia

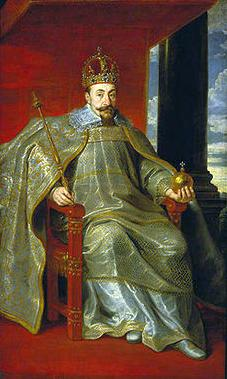
Ritratto di Sigismondo III di Polonia, 1626.

Soutman è nato e morto a Haarlem, dove è stato un contemporaneo di Frans Hals, Hendrick Gerritsz Pot e Pieter Claesz, e sembra essere stato influenzato da tutti e tre, considerando le varie attribuzioni dei suoi dipinti attraverso i secoli.
Soutman era il più giovane dei sei figli di un ricco cattolico, proprietario della birreria De Werelt. Allievo di Rubens ad Anversa, Soutman fece parte verso il 1620 della cerchia di incisori operanti nella bottega di Rubens; la sua produzione fu quantitivamente notevole.
Come ritrattista subì l'influenza di Rubens e di Frans Hals, come si può vedere nel Ritratto della famiglia van Berensteyn, ora conservato al Louvre, opera che è stata a lungo attribuita prima a Frans Hals e poi a Hendrick Gerritsz Pot.
Tra i suoi allievi vanno ricordati Jonas Suyderhoff, Cornelis de Visscher II, Jacob Louys e Pieter van Sompel.